# Mundialito féminin 1981
Navigation
Édition suivante
Le Mundialito féminin 1981 est la première édition du Mundialito féminin, une compétition de football féminin non homologuée. Le tournoi se déroule à Kobe et Tokyo au Japon du 6 au 9 septembre 1981.
La compétition est organisée en marge de l'exposition internationale Portopia'81, inaugurant l'île artificielle du Port à Kobe.
Quatre équipes sont invitées à cette compétition, qui est remportée par l'Italie.

## Compétition
Le format de ce tournoi est celui d'un tournoi toutes rondes simple. Chaque équipe joue un match contre toutes les autres équipes du groupe.
| Rang | Équipe     | Pts | J | G | N | P | Bp | Bc | Diff |  | Résultats  |  |     |     |     |
| ---- | ---------- | --- | - | - | - | - | -- | -- | ---- |  | ---------- |  | --- | --- | --- |
| 1    | Italie     | 3   | 2 | 1 | 1 | 0 | 10 | 1  | +9   |  | Italie     |  | 1-1 |     | 9-0 |
| 2    | Danemark   | 3   | 2 | 1 | 1 | 0 | 2  | 1  | +1   |  | Danemark   |  |     | 1-0 |     |
| 3    | Angleterre | 2   | 2 | 1 | 0 | 1 | 4  | 1  | +3   |  | Angleterre |  |     |     | 4-0 |
| 4    | Japon      | 0   | 2 | 0 | 0 | 2 | 0  | 13 | -13  |  | Japon      |  |     |     |     |